# Olympische Geschichte Guinea-Bissaus
| Gelbes Symbol für Goldmedaillen mit stilisierten Olympischen Ringen | Graues Symbol für Silbermedaillen mit stilisierten Olympischen Ringen | Braundes Symbol für Bronzemedaillen mit stilisierten Olympischen Ringen |
| ------------------------------------------------------------------- | --------------------------------------------------------------------- | ----------------------------------------------------------------------- |
| —                                                                   | —                                                                     | —                                                                       |

Guinea-Bissau, dessen NOK, das Comité Olímpico da Guiné-Bissau, 1992 gegründet wurde, nimmt seit 1996 an Olympischen Sommerspielen teil. Zu Winterspielen wurde bislang kein Athlet geschickt. Medaillen konnten Sportler des westafrikanischen Staates nicht gewinnen.

## Übersicht
Mit zwei Leichtathleten und einem Freistilringer begann in Atlanta 1996 die olympische Geschichte Guinea-Bissaus. Der erste Olympionike des Landes war am 20. Juli 1996 der Sprinter Amarildo Almeida, der im 100-Meter-Lauf antrat. Die 800-Meter-Läuferin Anhel Cape war die erste Frau, die für Guinea-Bissau bei Olympischen Spielen teilnahm. Sie ging bei den Spielen von Sydney 2000 am 22. September an den Start.
Auch bei den folgenden Spielen waren die Athleten des Landes erfolglos. Herausragend war 2012 in London der Freistilringer Augusto Midana, der im Mittelgewicht Rang 7 erreichte. 2016 in Rio de Janeiro trat erstmals eine Judoka für Guinea-Bissau an. Bei den Olympischen Sommerspielen 2024 in Paris nahmen erstmals ein Schwimmer sowie ein Taekwondoin aus Guinea-Bissau an.

## Übersicht der Teilnehmer

### Sommerspiele
| Jahr      | Athleten           | Athleten           | Athleten           | Sportarten         | Sportarten         | Sportarten         | Sportarten         | Sportarten         | Medaillen          | Medaillen          | Medaillen          | Medaillen          | Medaillen          |
| Jahr      | Gesamt             |                    |                    |                    |                    |                    |                    |                    |                    |                    |                    | Medaillen – Gesamt | Rang               |
| --------- | ------------------ | ------------------ | ------------------ | ------------------ | ------------------ | ------------------ | ------------------ | ------------------ | ------------------ | ------------------ | ------------------ | ------------------ | ------------------ |
| 1896–1992 | nicht teilgenommen | nicht teilgenommen | nicht teilgenommen | nicht teilgenommen | nicht teilgenommen | nicht teilgenommen | nicht teilgenommen | nicht teilgenommen | nicht teilgenommen | nicht teilgenommen | nicht teilgenommen | nicht teilgenommen | nicht teilgenommen |
| 1996      | 3                  | 3                  | 0                  |                    | 2                  |                    | 1                  |                    |                    |                    |                    |                    |                    |
| 2000      | 3                  | 2                  | 1                  | 1                  |                    |                    | 2                  |                    |                    |                    |                    |                    |                    |
| 2004      | 3                  | 1                  | 2                  |                    | 2                  |                    | 1                  |                    |                    |                    |                    |                    |                    |
| 2008      | 3                  | 2                  | 1                  | 1                  |                    |                    | 2                  |                    |                    |                    |                    |                    |                    |
| 2012      | 4                  | 2                  | 2                  | 2                  |                    |                    | 2                  |                    |                    |                    |                    |                    |                    |
| 2016      | 5                  | 3                  | 2                  | 2                  | 2                  |                    | 1                  |                    |                    |                    |                    |                    |                    |
| 2020      | 4                  | 3                  | 1                  | 1                  | 1                  |                    | 2                  |                    |                    |                    |                    |                    |                    |
| 2024      | 6                  | 6                  | 0                  | 1                  | 1                  | 1                  | 2                  | 1                  |                    |                    |                    |                    |                    |
| Gesamt    | Gesamt             | Gesamt             | Gesamt             | Gesamt             | Gesamt             | Gesamt             | Gesamt             | Gesamt             | 0                  | 0                  | 0                  | 0                  |                    |

### Winterspiele
| Jahr      | Athleten           | Athleten           | Athleten           | Sportarten         | Medaillen          | Medaillen          | Medaillen          | Medaillen          | Medaillen          |
| Jahr      | Gesamt             |                    |                    | Sportarten         |                    |                    |                    | Medaillen – Gesamt | Rang               |
| --------- | ------------------ | ------------------ | ------------------ | ------------------ | ------------------ | ------------------ | ------------------ | ------------------ | ------------------ |
| 1924–2022 | nicht teilgenommen | nicht teilgenommen | nicht teilgenommen | nicht teilgenommen | nicht teilgenommen | nicht teilgenommen | nicht teilgenommen | nicht teilgenommen | nicht teilgenommen |
| Gesamt    | Gesamt             | Gesamt             | Gesamt             | Gesamt             | 0                  | 0                  | 0                  | 0                  | -                  |

## Liste der Medaillengewinner

### Goldmedaillen
Bislang (Stand August 2024) keine Goldmedaillen

### Silbermedaillen
Bislang (Stand August 2024) keine Silbermedaillen

### Bronzemedaillen
Bislang (Stand August 2024) keine Bronzemedaillen